# 샤크보이와 라바걸의 모험 3-D
샤크보이와 라바걸의 모험 3-D(The Adventures of Sharkboy and Lavagirl in 3-D)는 2005년 개봉한 미국의 영화이다.

## 출연
- 케이든 보이드 - 맥스 (Max)
- 테일러 로트너 - 샤크보이 (Sharkboy)
- 테일러 둘리 - 라바걸 (Lavagirl)
- 조지 로페즈 - 미스터 일렉트릭시대드 / 미스터 일렉트릭 / 토버 / 아이스 가디언 (Mr. Electricidad / Mr. Electric / Tobor / Ice Guardian)
- 데이비드 아켓 - 맥스의 아버지
- 크리스틴 데이비스 - 맥스의 어머니
- 제이컵 다비츠 - 라이너스 / 마이너스 (Linus / Minus)
- 사샤 피터스 - 마리사 일렉트릭시대드 / 아이스 프린세스